# Yutaka Abe
Yutaka Abe (jap. 阿部 豊 Abe Yutaka; ur. 2 lutego 1895 w prefekturze Miyagi, zm. 3 stycznia 1977 w Kioto) – japoński reżyser filmowy, aktor, scenarzysta i producent filmowy.

## Życiorys
Wyjechał do Ameryki wraz z młodszym bratem, aby odwiedzić wujka mieszkającego w Los Angeles. Tam zapisał się do szkoły aktorskiej i usłyszawszy, że Thomas H. Ince szukał japońskich statystów do pracy w swoich studiach, złożył podanie i w 1914 został przyjęty. Wystąpił w takich filmach jak Gniew Bogów i Oszustka. W 1925, dwa lata po trzęsieniu ziemi w Kantō wrócił do Japonii, znajdując pracę w studiu Nikkatsu i wkrótce zadebiutował jako reżyser. Jednym z jego wczesnych dzieł był film niemy z 1926 Ashi ni sawatta onna, komedia o pisarzu i złodziei kobiet. Ten film, wraz z większością wczesnych prac Abe mają status jako zagubione.

## Filmografia

### Reżyser
- Shōhin eiga-shū: Pan (1925)
- Hasha no kokoro (1925)
- Bokō no tameni (1925)
- Riku no ningyo (1926)
- Ashi ni sawatta onna (1926)
- Setsujokū no hi (1926)
- Sekaî no chiemonō (1926)
- Kyōko to Shizuko (II) (1926)
- Kare wo meguru gonin no onna (1927)
- Shikabane wa Katarazu (1927)
- Ningyo no ie (1927)
- Kekkon nijuso: Kōhen (1927)
- Chikyu wa mawaru: Dai-ni-bu Gendai hen (1928)
- Karatachi no hana (1929)
- Kyōen onna sâmazamâ (1929)
- Hijō keikai (1929)
- Aojiroki bara (1929)
- Nikkatsu on Parade (1930)
- Joseisan (1930)
- Nikkatsu à la mode (1931)
- Goal in (1931)
- Tengoku no hatoba (1932)
- Modan hakusho (1932)
- Suma no adanami (1933)
- Hikari tsumi to tomoni (1933)
- Kokoro no hatoba (1934)
- Wakafūfu shiken bekkyo (1934)
- Tajō būsshiin (1934)
- Tetsu no machi (1934)
- Midori no chiheisen zenpen (1935)
- Midori no chiheisen kohen (1935)
- Hakui no kajin (1936)
- Taiyo no ko (1938)
- Onna no kyōshitsu - Gakkō no maki: Nanatsu no omokage (1939)
- Onna no kyōshitsu - Chū-kōhen (1939)
- Moyuru ōzora (1940)
- Nankai no hanataba (1942)
- Ano hata o ute (1944)
- Liwayway ng kalayaan (1944) współreżyser
- Utae! Taiyō (1945)
- Ai yo hoshi to tomo ni (1947)
- Ryusei (1949)
- Daitokai no kao (1949)
- Sasameyuki (1950)
- Tsuki yori no haha (1951)
- Watashi wa Shiberia no horyo datta (1952)
- Otome no hon'nō: Boat 8-nin musume (1952)
- Onna to iu shiro - Mari no maki (1953)
- Onna to iu shiro - Yuko no maki (1953)
- Koibito-tachi no iru machi (1953)
- Senkan Yamato (1953)
- Nihon yaburezu (1954)
- Hanran: Ni-ni-roku jiken (1954)
- Seishun kaidan (1955)
- Iro zange (1956)
- Saigo no totsugeki (1957)
- Madamu (1957)
- Shundeini (1958)
- Ginza no sabaku (1958)
- Uwaki no kisetsu (1959)
- Nirenjū no tetsu (1959)
- Kizū darakê no ōkite (1960)
- Inochi no asa (1961)

### Aktor
- Oszustka (The Cheat, 1915) jako lokaj Torisa
- Her American Husband (1918) jako Kato Nakamura
- Who Is to Blame? (1918) jako Taro San
- Mystic Faces (1918) jako Yano
- The Pagan God (1919) jako Wong
- The Tong Man (1919) jako Lucero
- The Willow Tree (1920) jako Nogo
- A Tale of Two Worlds (1921) jako Robak
- Lotus Blossom (1921) jako Quong Sung
- What Ho, the Cook (1921) jako What Ho

### Scenarzysta
- Shōhin eiga-shū: Pan (1925) historia i scenariusz
- Karatachi no hana (1929) pisarz
- Nankai no hanataba (1942) scenariusz
- Ryusei (1949)

### Producent
- Daitokai no kao (1949)
- Sasameyuki (1950)
- Nihon yaburezu (1954)

## Nagrody
Kinema Junpo Awards
- Wygrana (Kinema Junpo Award) w kategorii Najlepszy film (1927) za Ashi ni sawatta onna (1926)

Międzynarodowy Festiwal Filmowy w Wenecji
- Nominacja (Puchar Mussoliniego) w kategorii Najlepszy film zagraniczny (1939) za Taiyo no ko (1938)